# Оман на літніх Олімпійських іграх 2000
Оман брав участь у  Літніх Олімпійських іграх 2000 року в Сіднеї (Австралія) вп'яте за свою історію. За спортивну честь країни боролися 6 спортсменів у 3 видах спорту (легка атлетика, плавання, і стрільба), але жодної медалі не завоювали. Прапороносцем був Мухаммед Аль Малкі.